# منبر صلاح الدين

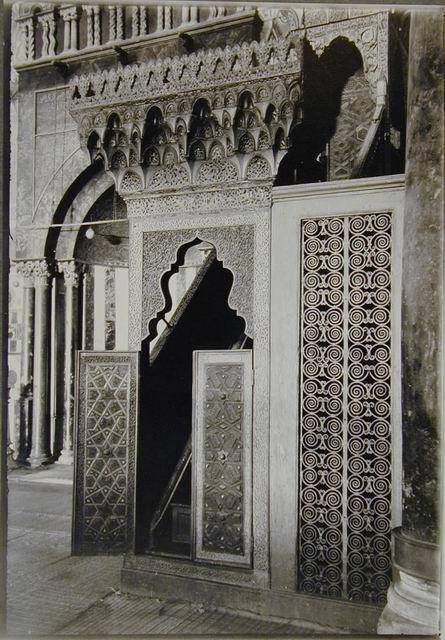
منبر صلاح الدين

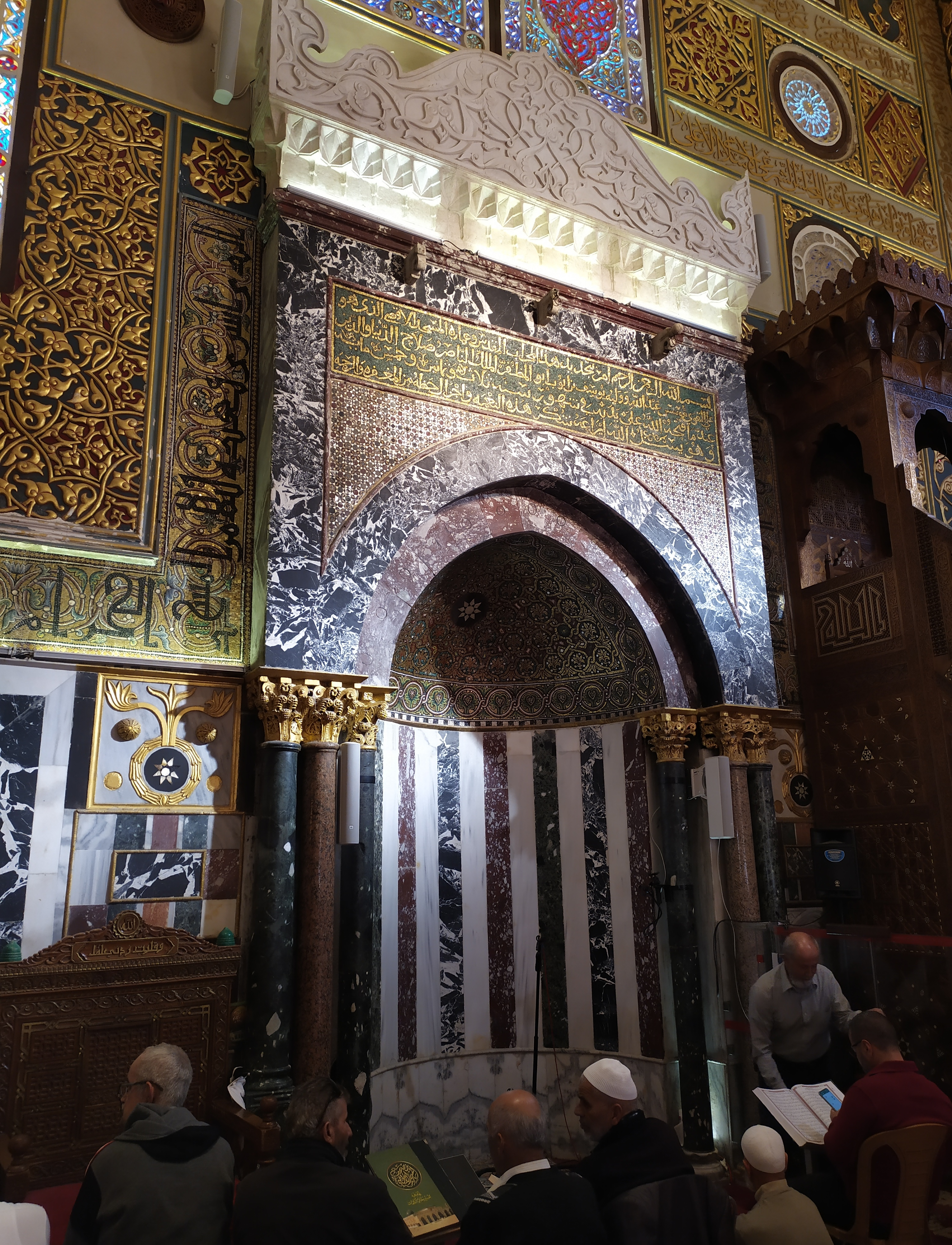
محراب صلاح الدين الأيوبي وجانب من المنبر في المسجد الأقصى المبارك في القدس

منبر صلاح الدين هو منبر أمر ببناءه نور الدين زنكي سنة 563 هـ ليضعه في المسجد الأقصى بعد أن يقوم بفتح المدينة. وقد صنع هذا المنبر في دمشق بواسطة أمهر الحرفيين من دمشق وحلب. وبالفعل نقل هذا المنبر إلى القدس بعد فتحها على يد صلاح الدين الأيوبي بعد أن فتح القدس فأمر بنقله ونصبه في المسجد الأقصى حيث خطب عليه قاضي دمشق محيي الدين بن الزنكي خطبة الجمعة بعدما غابت عن المسجد حوالي 90 عاماً هي فترة الاحتلال الصليبي.

## الإحراق
أحرق منبر صلاح الدين على يد يهودي إرهابي اسمه مايكل دينس روهن الأسترالي حينما حاول إحراق المسجد الأقصى بتاريخ 21/8/1969م.
و تمت عمليات ترميم هذا المنبر في الأردن وعند انتهائه نقل منبر صلاح الدين من الأردن إلى القدس بعد خمس سنوات من أعمال الترميم التي جرت في جامعة البلقاء الأردنية بمدينة السلط, والتي قام بها خبراء في مجال الترميم وإعادة البناء. وتقدر كلفة أعمال الترميم بملايين الدولارات.يذكر أنه يوجد نسخة أخرى من المنبر موجودة في الحرم الإبراهيمي الشريف في مدينة الخليل.